# Djibril Kouyaté
Pour les articles homonymes, voir Kouyaté.
Djibril Kouyaté est un réalisateur malien, né en 1942 à Bamako.
Djibril Kouyaté est un cinéaste et acteur malien de renom, né en 1942 à Bamako, au Mali. Il est connu pour ses contributions au cinéma africain, à la fois comme réalisateur et acteur, depuis le début de sa carrière à la fin des années 1960. Kouyaté a étudié le cinéma à Moscou, ce qui a eu une influence significative sur son travail.
En tant que réalisateur, les films notables de Kouyaté incluent "Le Retour de Tieman" (1970), qui traite des luttes d'un jeune technicien agricole retournant dans son village après avoir étudié à Bamako, et "Depte" (1992), qui explore des problèmes sociaux à travers son récit (Africultures). Une autre œuvre significative est "Walaha" (1999), une série télévisée qui a renforcé sa réputation dans l'industrie cinématographique. Son film "Tiefing" (1993) se distingue également, abordant des thèmes de justice et de mysticisme à travers l'histoire d'un homme respecté pour ses connaissances des sciences occultes (Africultures).
Les contributions de Kouyaté au cinéma ne se limitent pas à la réalisation ; il a également joué dans plusieurs films, notamment "Verloren Maandag" (1974), "Ta Dona" (1991) et l'acclamé "Code Inconnu" (2000), où sa performance en tant que Youssouf a été particulièrement saluée.
Tout au long de sa carrière, Kouyaté a été actif dans l'industrie cinématographique, tant au Mali qu'à l'international, aidant à façonner la narration et l'esthétique du cinéma africain.

## Filmographie
- 1969 : Arts et métiers
- 1970 : Le retour de Tieman
- 1971: Drapeau noir au sud du berceau (Le)
- 1976 : Le drapeau noir au sud du berceau
- 1978 : Le Mali aujourd’hui
- 1990: Sonatam, un quart de siècle
- 1992 : Depte
- 1993 : Tiefing
- 1996: Yaaral ou la traversée des bœufs
- 1997: N’Golo dit Papi
- 1999 : Walaha (épisodes 1 à 5)